# Arthur Rubinstein
Arthur Rubinstein (Łódź, 28. siječnja 1887. – Ženeva, 20. prosinca 1982.), poljski pijanist, od 1946. američki državljanin.
Karijeru je započeo 1897. i od tada je koncertirao na mnogim turnejama širom svijeta. Štovanje notnoga teksta, objektivan pristup autoru i djelu te nadasve lijep, mekan ton i bogata interpretativna imaginacija, obilježili su njegova velika tumačenja Chopina, Beethovena, Schumanna, te španjolskih majstora glasovira. Bio je vrlo omiljen, snimio je mnogo ploča i napisao duhovitu autobiografiju "Moje mlade godine".